# Бангвинджи
Бангвинджи (также бангджинге, бангджинг, бангунджи, бангундже; англ. bangwinji, bangjinge, bangjing, bangunji, bangunje; самоназвание: nyii baŋjoŋ) — адамава-убангийский язык, распространённый в восточных районах Нигерии. Входит в состав ветви ваджа-джен подсемьи адамава.
Численность говорящих — около 6000 человек (1992). Письменность основана на латинском алфавите.

## О названии
Самоназвание языка бангвинджи — nyii baŋjoŋ, самоназвание этнической общности бангвинджи — baŋjiŋe (в единственном числе), baŋjiŋeb (во множественном числе). Известны также такие варианты произношения названия языка бангвинджи как бангджинге (bangjinge), бангджинг (bangjing), бангунджи (bangunji) и бангундже (bangunje).

## Классификация
По классификации, представленной в справочнике языков мира Ethnologue, язык бангвинджи вместе с языками тула и ваджа входит в состав подгруппы тула группы ваджа ветви ваджа-джен подсемьи адамава адамава-убангийской семьи.
В классификации Р. Бленча язык бангвинджи вместе с языками тула, авак, камо, дадийя и ваджа образует подгруппу вийяа, которая включена в группу ваджа подсемьи адамава адамава-убангийской семьи.
В классификации У. Кляйневиллингхёфера, опубликованной в базе данных по языкам мира Glottolog, ветвь языков ваджа-джен (с языком бангвинджи в её составе) отнесена к семье гур. Язык бангвинджи вместе с языками дадийя, диджим-бвилим и тула в рамках этой семьи образуют языковое единство — ядерные тула, которое последовательно включается в следующие языковые объединения: языки тула, языки тула-ваджа, языки ваджа-джен, языки центральные гур и языки гур. Последние вместе с адамава-убангийскими языками и языками гбайя-манза-нгбака образуют объединение северных вольта-конголезских языков.

## Лингвогеография

### Ареал и численность
Область распространения языка бангвинджи размещена в восточной Нигерии на территории штата Гомбе — в районе Шонгом. По данным Р. Бленча, носители языка бангвинджи живут в 25 селениях данного региона.
Ареал языка бангвинджи с севера граничит с ареалом западночадского языка тангале, с запада, юга и востока область распространения бангвинджи окружена ареалами близкородственных адамава-убангийских языков: с запада к ареалу бангвинджи примыкает ареал языка бурак, с юго-запада — ареал языка лоо, с юга — ареал языка моо, с юго-востока — ареал языка кьяк, с востока — ареал языка дадийя.
Согласно данным справочника Ethnologue, численность носителей языка бангвинджи в 1992 году составляла около 6000 человек. По данным Р. Бленча, численность говорящих на языке бангвинджи в 2008 году почти не изменилась, носителей бангвинджи насчитывалось чуть менее 6000 человек. По современным оценкам сайта Joshua Project численность носителей этого языка составляет 11 000 человек (2017).

### Социолингвистические сведения
Согласно данным сайта Ethnologue, по степени сохранности язык бангвинджи относится к так называемым развивающимся языкам, поскольку этот язык устойчиво используется представителями этнической общности бангвинджи всех поколений, включая младшее, и имеет стандартную форму, хотя и без строгих устоявшихся норм и без широкого распространения. В основном представители этнической общности бангвинджи придерживаются традиционных верований (60 %), часть бангвинджи исповедует ислам (25 %), часть — христианство (15 %).

### Диалекты
В ареале языка бангвинджи выделяют два диалекта, каало и наабан.

## Письменность
Письменность языка бангвинджи основана на латинском алфавите. В 2007 году была издана книга Reading and Writing Book. В 2008 году на бангвинджи были сделаны переводы фрагментов Библии. К 2012 году был готов к публикации перевод Евангелия.